# Хіраї Кен'їті
Хіраї Кен'їті (нар. 19 березня 1950) — колишній японський тенісист.
Найвищу одиночну позицію світового рейтингу — 180 місце досяг 29 липня 1974 року.
Здобув 7 одиночних титулів.
Найвищим досягненням на турнірах Великого шолома був чвертьфінал в парному розряді.

## Фінали Гран-прі за кар'єру

### Парний розряд: 1 (0–1)
| Результат | W/L | Дата     | Турнір                         | Покриття | Партнер      | Суперники              | Рахунок  |
| --------- | --- | -------- | ------------------------------ | -------- | ------------ | ---------------------- | -------- |
| Поразка   | 0–1 | Лип 1974 | Дюссельдорф, Західна Німеччина | Ґрунт    | Сакаї Тосіро | Їржі Гржебець Ян Кодеш | 1–6, 4–6 |